# Artforum Culture Foundation
Artforum Culture Foundation (ACF, im deutschsprachigen Raum auch unter dem Namen Artforum Kulturstiftung präsent) ist eine private europäische Stiftung mit Sitz in Thessaloniki, Griechenland, und Repräsentanzen in Athen, Köln, Paris und New York City.

## Ausstellungen
Die Stiftung unterhält ein Kulturzentrum in Thessaloniki sowie temporäre Artspaces (TAS), in denen zahlreiche Ausstellungen griechischer und internationaler Künstler ausgerichtet wurden. Die gemeinnützige Stiftung engagiert sich für die Förderung von Kunst und Kultur. Berücksichtigt werden in erster Linie international ausgerichtete Ausstellungen und Ausstellungsbeteiligungen. Das Ausstellungszentrum Artforum Vilka in der Nähe des Hafens wurde 1996 eingeweiht durch Helmut Newton mit einer Retrospektive seiner Werke.
Durch ACF wurden, auch in Kooperation mit Tsatsis-Projects|Artforum und ArtExpert, Winter Stiftung Hamburg und anderen Partnern über einhundert Kunstausstellungen mit Werken der Malerei, Plastik, Photographie und Performance-Art realisiert und oft durch Kataloge, Broschüren und Plakate dokumentiert.

## Projekte
Ein Bereich der Stiftungsarbeit ist seit Anbeginn dem Austausch von Kunst und Kultur in Griechenland und den Regionen der griechischen Diaspora gewidmet. Zu den ACF-Langzeit-Projekten gehört das Europäische Kulturzentrum (ECC) für den Orient-Okzident-Dialog. Weitere Projekte zur Förderung des interkulturellen Dialogs sind Network+ und Gulf Projects. From Dark to Light.

## Nachlassbetreuung
Artforum Culture Foundation betreut Kunst aus Sammlungs- und Künstlernachlassen. Die Aufgaben umfassen konservatorische Pflege, Ausstellungen, wissenschaftliche Bearbeitung, Veröffentlichungen.
Mit der Übernahme und Betreuung des künstlerischen Nachlasses des Fotokünstlers Heinz Günter Mebusch im The Mebusch Estate 2001 entstand ein besonderer Schwerpunkt im Bereich Fotografie. Die Bedeutung dieses Bereiches wurde noch verstärkt, als die Schweizer Fotografin und Objektemacherin Vera Isler-Leiner im Jahr 2007 ihre Werkbetreuung noch zu Lebzeiten der Artforum Culture Foundation überließ. Innerhalb der umfangreichen Fotobestände befinden sich die Porträts von Künstlern der zweiten Hälfte des 20. Jahrhunderts.

## Kunstsammlung
Im Bestand und Betreuung der Artforum Collection befinden sich Beispiele von griechischen Künstlern des 19. und 20. Jahrhunderts, u. a.:
- Nikolaos Gyzis
- Georgios Iakobides
- Nikophoros Lytras
- Symeon Sabbides
- Georgios Bouzianis
- Konstantinos Parthenis
- Konstantinos Maleas
- Giannis Tsarouchis
- Nikos Hadhikyriakos-Ghikas
- Spyros Papaloukas
- Fotis Kontoglou
- Theodoros Stamos
- Alekos Fassianos
- Nikos Engonopoulos
- Giannis Gaitis
- Dimitris Mytaras
- Angelos
- Kostas Karas
- Alexis Akrithakis
- Jannis Kounellis
- Chryssa

Werke der internationalen Kunst stammen u. a. von:
- Marc Tobey
- Le Corbusier
- Pablo Picasso
- James Lee Byars
- Joseph Beuys
- Andy Warhol
- A.R. Penck
- Keith Haring
- Roy Lichtenstein
- Chryssa (Vardea Mavromichali)
- Wolfgang Siemens
- Leon Fontana
- Heinz Zolper
- Michael Jansen
- Joe Brockerhoff[3]
- A.P. Astra
- Helmut Newton
- HA Schult
- Gerhard Richter
- Herman de Vries
- Helmut Tollmann
- Heinz Günter Mebusch
- John Moore
- Vera Isler-Leiner
- George DuBose[4]

## Editionen und Schriften (Auswahl)
Der Bereich Bearbeitung und Veröffentlichung von internationalen Kunsteditionen, Plakaten, Büchern und Katalogen wird von ArtForum Editions übernommen. Veröffentlichungen (Auswahl):
- Geglaubte Wahrheiten. Beitrag zur Philosophie der Fotografie. Betrachtungen zum Werk des Konzeptkünstlers und Fotografen Heinz Günter Mebusch, 2 Bde.,2020, Rev. Neuausgabe in Vorbereitung.
- George DuBose – Editions, My Best Shot, Old School Hip-Hop, Tom Waits, Madonna ... Raw, in Kooperation mit Wonderland New York, 2019–20
- Kain – Prinzip des Bösen, Abb. Heinz Zolper, neu hrsg. 2019
- Heinz Zolper – Magie der Malerei / oder / Wie es ist, Du selbst zu sein, neu hrsg. 2019
- NEXUS – Monika von Eschenbach, Re-Edition 2018
- Michael Jansen, Optimistische Vitamine, ArtForum Editions 2018
- FAMOUS, Buch-Edition, 2016
- Gulf Projects, Katalog in Zusammenarbeit mit Goethe-Institut, 2009-10 I  Edition GULF #1, 2009-10
- Michael Jansen – 2004, Monografie, mit Beiträgen von G.O. Safiriou, Thomas Kling und Jean-Christoph Ammann.
- Remember the Future. Heinz Zolper: Public Sculptures, ArtForum Editions 2022
- Tsatsis, The World We Live In. Contribution to art and ecology, eds. Peter Merten and Leonardo Safiriou. ArtForum Editions 2022, ISBN 978-3-910694-01-9 (gr)| ISBN 978-3-910694-02-6 (en)
- Neue Farbmalerei | New Colour Painting: Jana Dettmer, Monografie mit WVZ 2016–2022, Hg. Peter Merten. ArtForum Editions, ISBN 978-3-910694-02-6 (deu/en)

## Verwertungsrechte
Im Interesse und zum Schutz von Künstlern verwaltet und bearbeitet die Artforum Culture Foundation Copyright und Verwertungsrechte von Abbildungen aus eigenem und ihr anvertrauten Kunstbestand.

## Global Galleries
Für die Vermittlung von Kunstwerken aus Privatbesitz zur Förderung von Künstlern und Sozialprojekten wurde mit Global Galleries eine eigenständige Web-Plattform geschaffen.

## Spenden- und Stiftungsberatung
Zur Vermittlung von Spenden und zur unabhängigen Beratung und Gründung von gemeinnützigen Stiftungen hat Artforum Culture Foundation zusammen mit der Winter Stiftung Hamburg mit GoPublic-Stiftungsberatung einen eigenen ehrenamtlichen Dienst errichtet. Ziel ist die Förderung unabhängiger Kulturprojekte.